# Good Girl Gone Bad: The Remixes
Good Girl Gone Bad: The Remixes è un album di remix della cantante barbadiana Rihanna, pubblicato il 27 gennaio 2009 dalla Def Jam Recordings.

## Descrizione
Good Girl Gone Bad: The Remixes contiene vari remix di canzoni dell'album originale, ed è stato pubblicato negli Stati Uniti il 27 gennaio 2009 e Regno Unito il 2 febbraio 2009.
Con questo album si conclude definitivamente l'era Good Girl Gone Bad, durata due anni, per lasciare spazio all'album Rated R, quarto lavoro in studio della cantante.

## Tracce
1. Umbrella (feat. Jay-Z) (Seamus Haji & Paul Emanuel) – 3:58 (Christopher Stewart, Terius Nash, Kuk Harrell, Shawn Carter)
2. Disturbia (Jodi den Broeder) – 3:52 (Brian Kennedy, Chris Brown, Robert Allen, Andre Merritt)
3. Shut Up and Drive (Wideboys) – 3:39 (Evan Rogers, Carl Sturken, Stephen Morris, Peter Hook, Bernard Sumner, Gillian Gilbert)
4. Don't Stop the Music (Wideboys) – 3:10 (Mikkel S. Eriksen, Tor Erik Hermansen, Tawanna Dabney, Michael Jackson)
5. Take a Bow (Tony Moran & Warren Rigg) – 4:02 (Mikkel S. Eriksen, Tor Erik Hermansen, Shaffer Smith)
6. Breakin' Dishes (Soul Seekerz) – 3:19 (Terius Nash, Christopher Stewart)
7. Hate That I Love You (feat. Ne-Yo) (K-Klassic) – 10:44 (Shaffer Smith, Tor Erik Hermansen, Mikkel S. Eriksen)
8. Question Existing (Wideboys) – 3:40 (Shea Taylor, Shawn Carter, Shaffer Smith)
9. Push Up on Me (Moto Blanco) – 3:28 (Jonathan Rotem, Makeba Riddick, Lionel Richie, Cynthia Weil)
10. Good Girl Gone Bad (Soul Seekerz) – 3:29 (Lene Marlin, Shaffer Smith, Tor Erik Hermansen, Mikkel S. Eriksen)
11. Say It (Soul Seekerz) – 4:21 (Quaadir Atkinson, Ewart Brown, Clifton Dillon, Sly Dunbar, Brian Thompson, Makeba Riddick)
12. Umbrella (feat. Jay-Z) (Lindberg Palace) – 3:53 (Christopher Stewart, Terius Nash, Kuk Harrell, Shawn Carter)

## Successo commerciale
Negli Stati Uniti, Good Girl Gone Bad: The Remixes ha debuttato e raggiunto il 106º posto nella Billboard 200 con 5 000 copie nella prima settimana di vendite. Ha anche debuttato alla quarta posizione nella classifica della Dance/Electronic Albums e ha raggiunto il 22º posto nella classifica di fine anno nel 2009. Ha anche raggiunto il 59º posto nella classifica della Top R&B/Hip-Hop Albums. Secondo i dati raccolti da Nielsen SoundScan fino al luglio 2010, il progetto ha venduto 49 000 copie.

## Classifiche
| Classifica (2009) | Posizione massima |
| ----------------- | ----------------- |
| Polonia           | 32                |
| Stati Uniti       | 106               |